# Othnonius batesii
Othnonius batesii is een keversoort uit de familie bladsprietkevers (Scarabaeidae). De wetenschappelijke naam van de soort is voor het eerst geldig gepubliceerd in 1890 door Arthur Sidney Olliff.